# Sōken-in

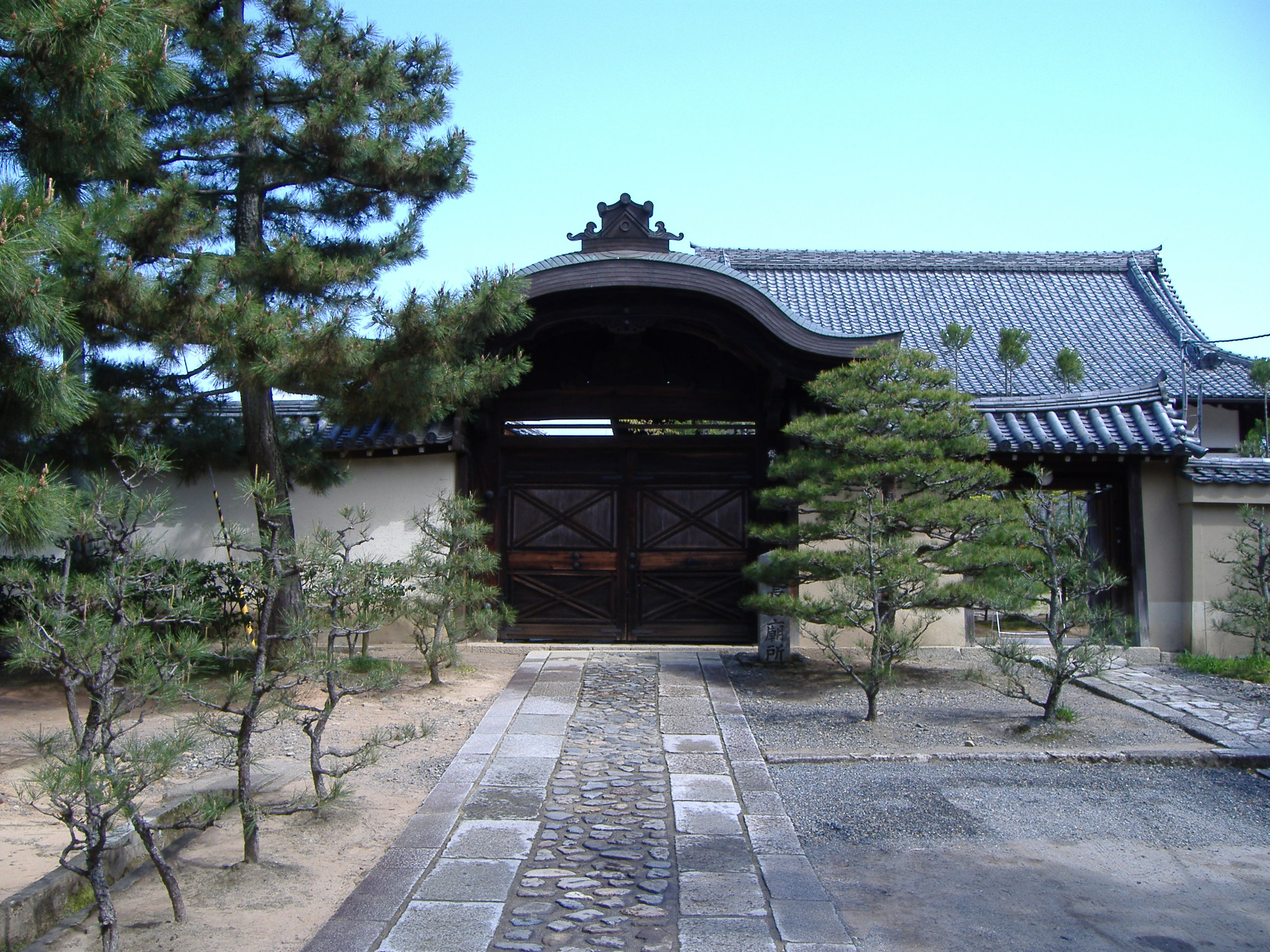
Porte extérieure du Sōken-in, sous-temple du Daitoku-ji

Le Sōken-in (総見院) est un sous-temple du Daitoku-ji à Kyoto au Japon. Il est fondé par Toyotomi Hideyoshi en 1582 comme temple funéraire d'Oda Nobunaga. Hideyoshi accorde trois cents koku au temple et organise son célèbre rassemblement de thé au Daitoku-ji dans son parc en 1585. Au cours des premières années de l'ère Meiji son enceinte est démolie et ses trésors déplacés; Le Sōken-in est restauré en 1926. La statue en bois d'Oda Nobunaga assis datant de 1583, laquée, avec yeux incrustés et une inscription sur la base, bien culturel important , est restituée en 1961,. Les funérailles de Nobunaga et la fondation du sous-temple par Hideyoshi « avec le meilleur bois disponible, une chose remarquable à voir », sont rapportées par le missionnaire portugais Luís Fróis dans son História de Japam contemporain.

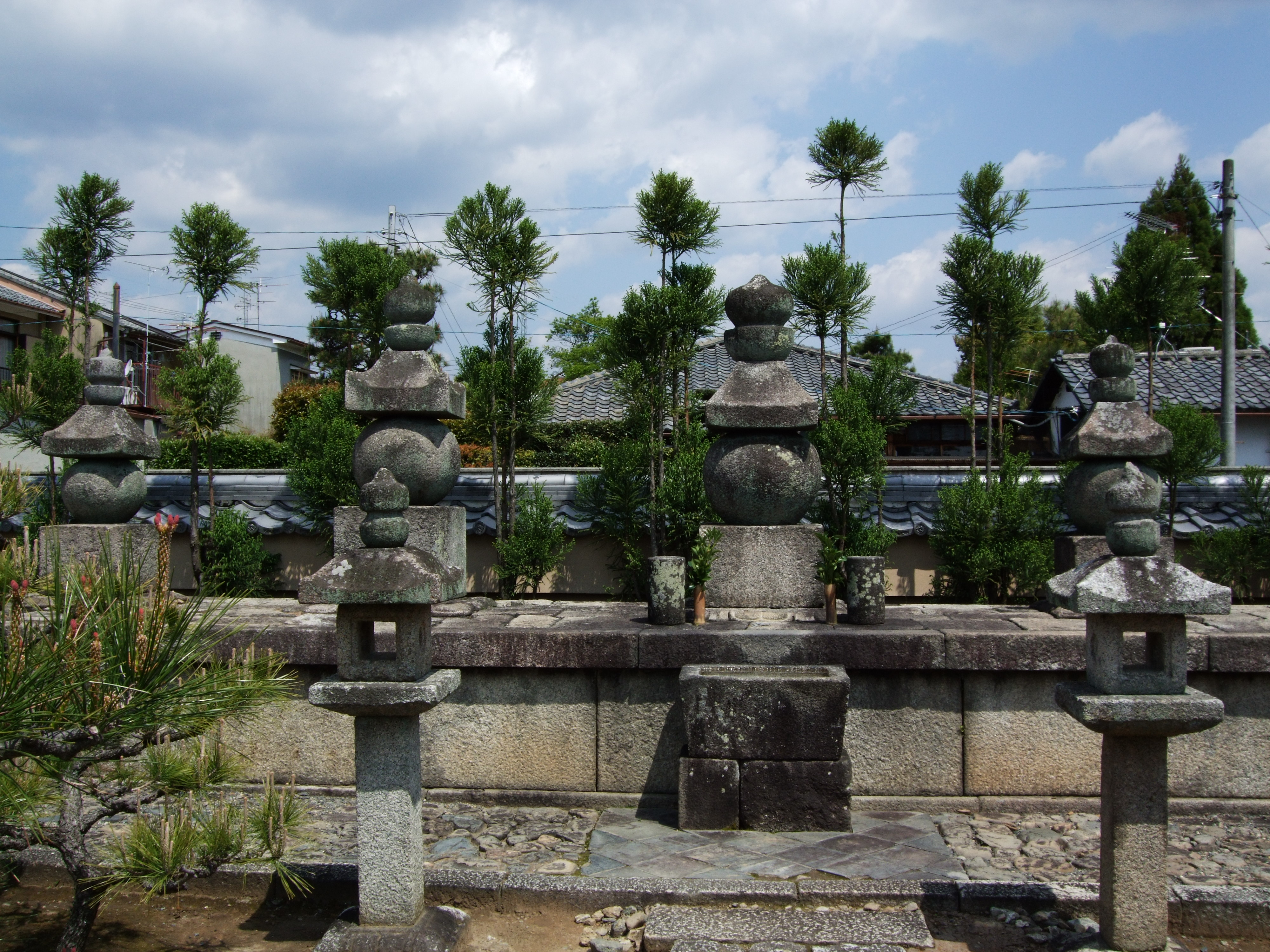
Monument funéraire d'Oda Nobunaga et sa famille